# География Пакистана

физическая карта Пакистана

Пакистан расположен в Южной Азии, между 60°55' и 75°30' восточной долготы и 23°45 и 36°50' северной широты и вытянут с юго-запада на северо-восток почти на 1500 км. Общая площадь — 803.94 км.кв.
Большая часть территории представляет собой нагорья и горные районы, северная и северо-западная части представлены преимущественно горами и возвышенностями, восточная и юго-восточная — низменной плоской равниной Инда.

## Границы и крайние точки
Пакистан граничит с Индией (на востоке), Китаем (на северо-востоке), Афганистаном (на северо-западе) и Ираном (на юго-западе). Государственная граница имеет общую протяжённость 6 774 км, из них: с Индией — 2 912 км, с Афганистаном — 2 430 км, с Ираном — 909 км и с Китаем — 523 км. На юге омывается водами Аравийского моря, длина береговой линии составляет 1 046 км.
Высшей точкой страны является вершина Чогори (К2), составляет 8 611 м над уровнем моря. Исключая территорию Кашмира, контролируемую Пакистаном, высшей точкой страны можно считать гору Тиричмир (7690 м).
Крайние точки:
- северная: 37,0837° с. ш. 74,6906° в. д.
- южная: 23,6948° с. ш. 68,1331° в. д.
- западная: 29,8585° с. ш. 60,8746° в. д.
- восточная: 35,4472° с. ш. 77,8931° в. д[2].

## Физико-географические регионы
Пакистан находится на западной окраине Индо-Гангской равнины. Около три пятых территории страны занимают горы и плато, а оставшиеся две пятых — равнины. 
Страну можно разделить на 5 основных физико-географических регионов: 1. Гималаи и Каракорум с предгорьями; 2. Гиндукуш и западные горы; 3. плато Белуджистан; 4. предгорья (плато Потвар, Соляной хребет, прилегающие территории) и 5. долина Инда. Каждый из этих регионов можно разделить на несколько подрегионов.

### Гималаи и Каракорум

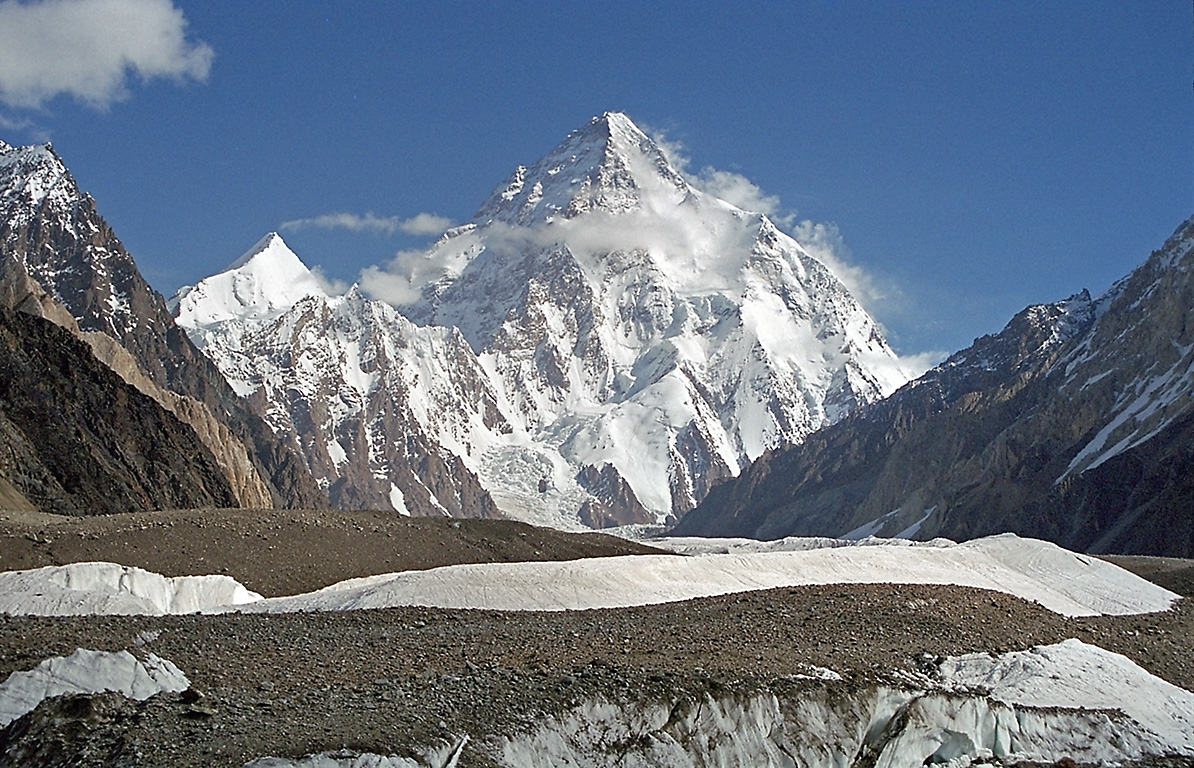
Вершина Чогори (К2)

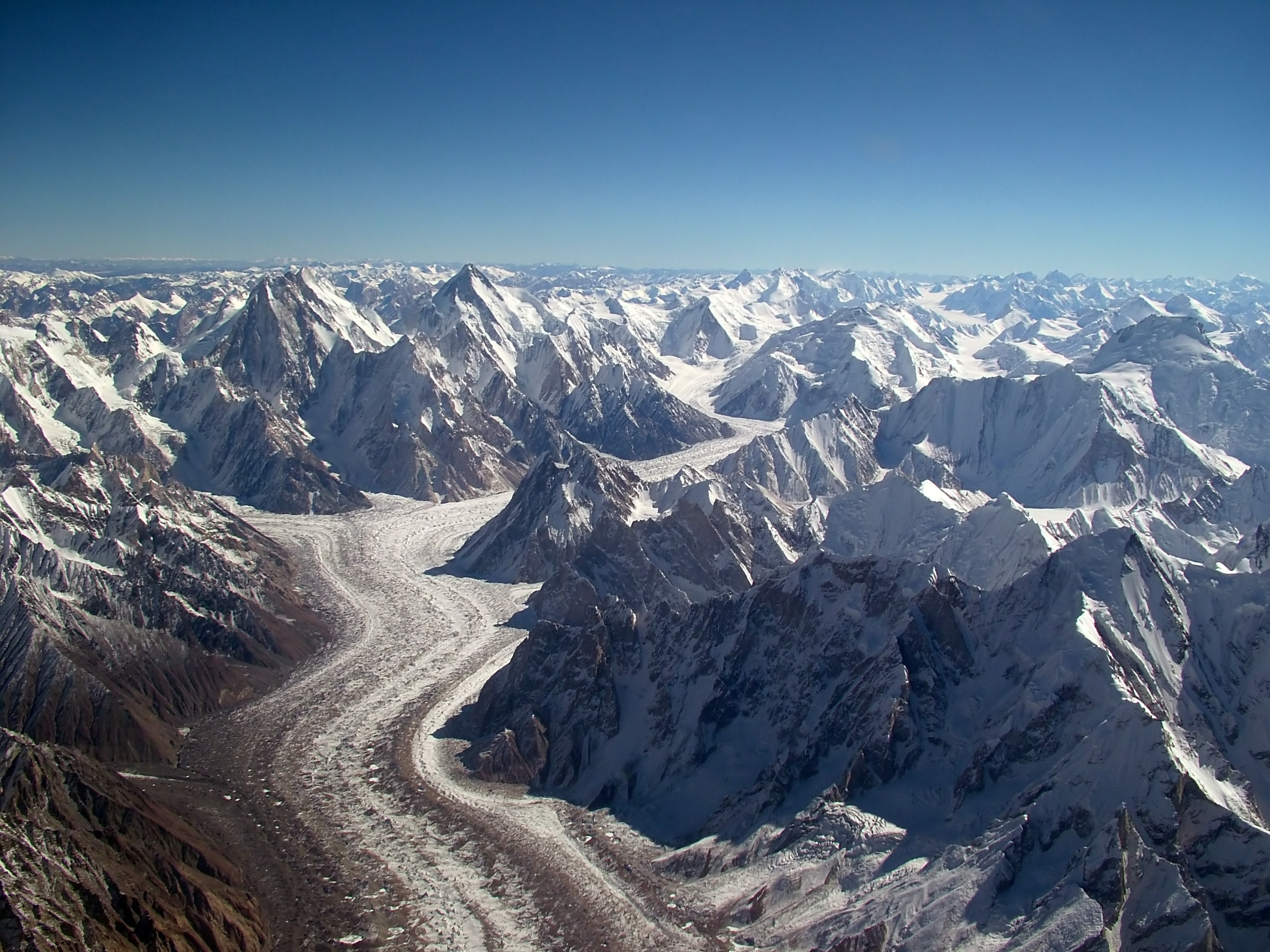
Ледник Балторо

Гималаи, представляющие собой физическую границу между Южной и Центральной Азией, занимают весь крайний север Пакистана и простираются почти на 320 км вглубь страны. Эта западная часть Гималайской системы состоит из трёх основных хребтов: Пир, Заскар и Ладакх (с юга на север); к северу от них находится горная система Каракорум. Эта территория имеет высоту от 4 000 до более чем 6 000 м над уровнем моря. Четыре пика, находящиеся в регионе, превышают 8 000 м; среди них Нанга-Парбат (8126 м) и Чогори (8611 м).
Основные реки, протекающие через эту территорию: Джелам (разделяющий пополам Кашмирскую долину), Инд (протекающий между хребтами Заскар и Ладакх) и Шайок. К югу от хребта Пир находится северо-западная оконечность хребта Сивалик, высота которого составляет здесь всего 200—300 м над уровнем моря. К северу от Каракорума, на территории Китая и Таджикистана простирается горная система Памир.

### Гиндукуш и западные горы

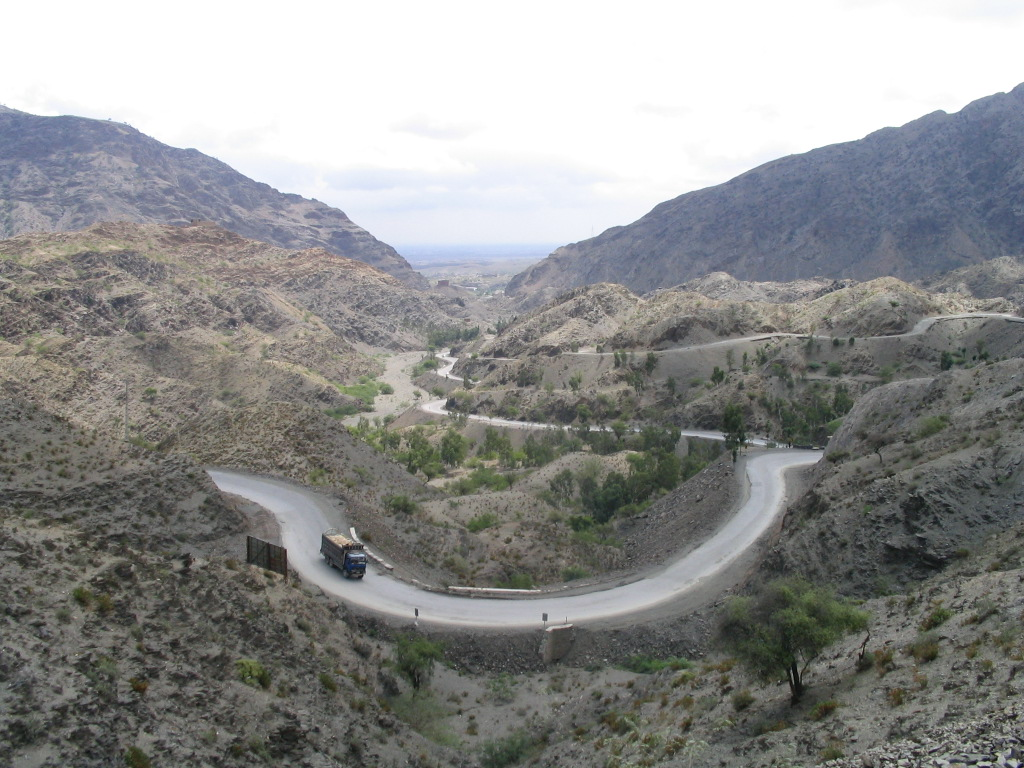
Хайберский проход

На территории Пакистана находится северо-восточная оконечность горной системы Гиндукуш. Хребты Гиндукуша проходят в направлении с северо-востока на юго-запад, тогда как хребты Каракорума — с юго-востока на северо-запад. Место пересечения этих систем носит название Памирский узел. Гиндукуш представляет собой 2 основных хребта, основной гребень системы служит водоразделом между бассейнами Инда и Амударьи. Несколько ответвлений системы разделяются глубокими и узкими горными долинами вдоль рек Кунар, Панджкора и Сват. Крайний север этой области лежит в зоне вечных снегов, здесь находится высшая точка Гиндукуша — гора Тиричмир (7 690 м).
Хребет Сафедхох формирует границу между Пакистаном и Афганистаном и простирается примерно в направлении с запада на восток, достигая в высоту 4 300 м. К югу от хребта простираются холмы и предгорья Вазиристана, пересекаемые реками Куррам и Точи, а несколько южнее — рекой Гумаль. К югу от реки Кабул имеются довольно широкие горные перевалы. Наиболее известен из них Хайберский проход, издревле использовавшийся как важный торговый путь.
К югу от реки Гумаль простирается горная система Сулеймановых гор, протянувшаяся в меридиональном направлении. Высшая точка системы — гора Тахт-и-Сулейман, имеет высоту 5 633 м над уровнем моря. К югу хребет переходит в холмистые районы Марри и Бугти. Сулеймановые горы и хребет Киртхар отделяют плато Белуджистан от Индо-Гангской равнины.

### Плато Белуджистан
Плато Белуджистан характеризуется большим разнообразием физико-географических регионов. Эта территория со всех сторон окружена горными хребтами. Так, к востоку и юго-востоку от неё находятся Сулеймановы горы, которые недалеко от Кветты соединяются с хребтом Центральный Брагуй. К северу от Кветты этот хребет в свою очередь примыкает к хребту Тоба-Какар, который простирается вдоль границы с Афганистаном на север и северо-запад. К юго-западу местность становится более низкой и менее суровой, формируя холмистые районы и хребет Рас-Кох. К юго-западу от Рас-Коха территория представляет собой ряд низменных плато, разделённых холмами. Границей этой области на севере служат горы Чагай, которые служат также и государственной границей с Афганистаном и представляют собой крайне засушливый регион.
Южный Белуджистан представляет собой довольно обширную территорию, пересечённую множеством хребтов. Среди них стоит отметить Центральный Макранский хребет и Макранский Береговой хребет, которые отделяют прибрежную равнину от остальной части плато. На востоке границей этих земель служит хребет Паб, который отделяет эту область от Индо-Гангской равнины и соединяется на северо-востоке с хребтом Киртхар.

### Предгорья

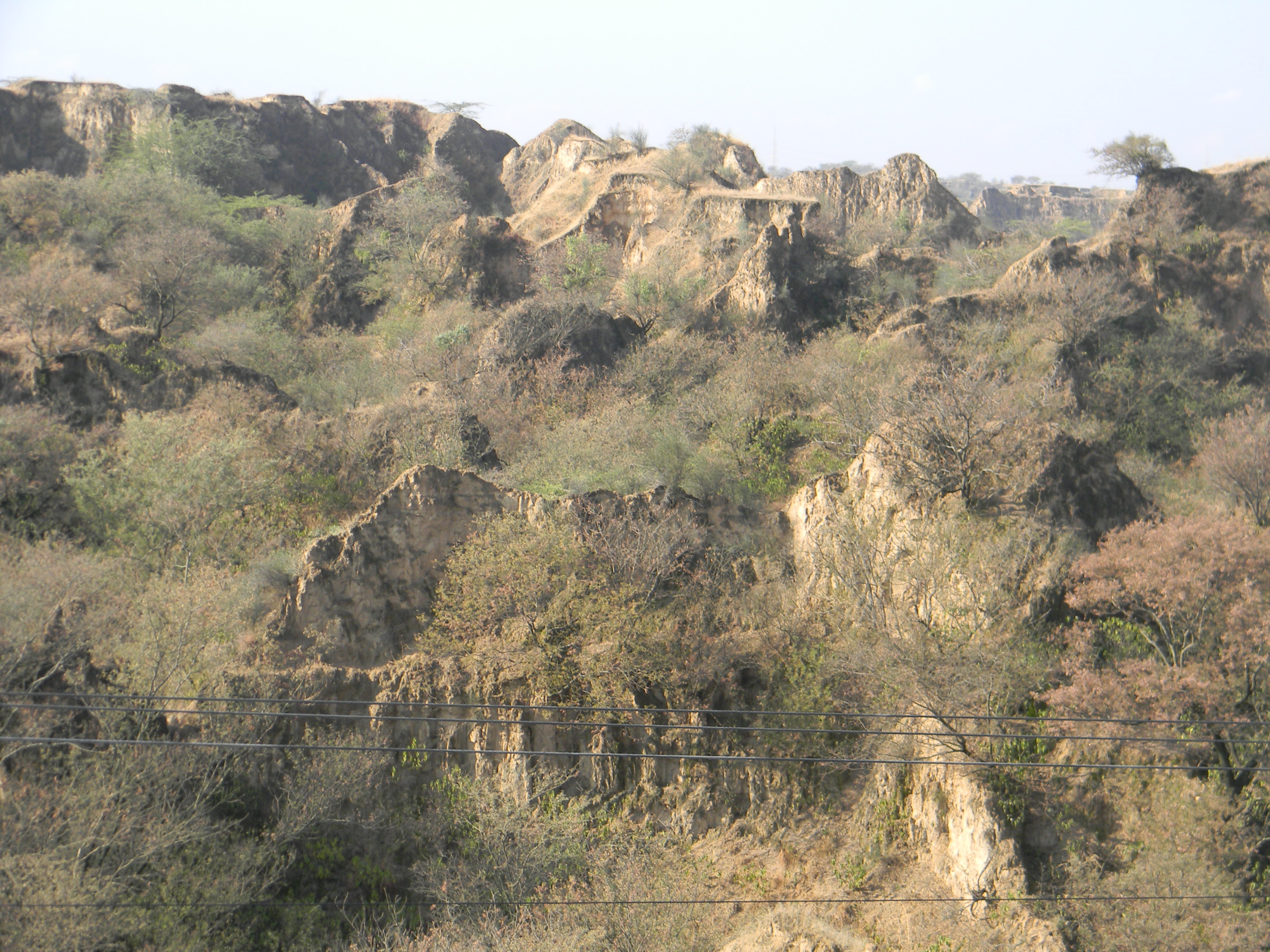
Плато Потвар

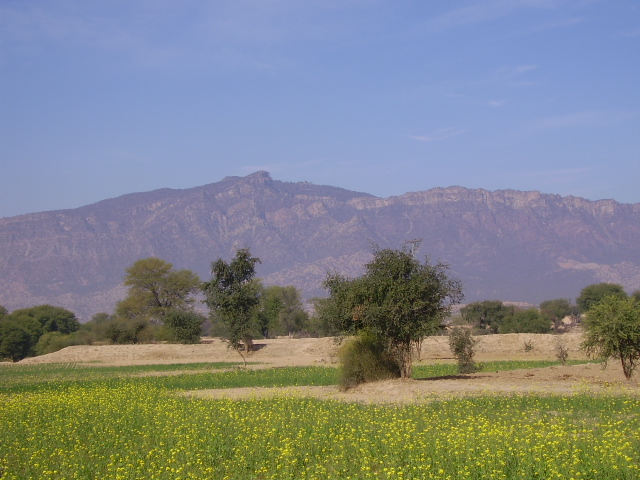
Соляной хребет

Регион, находящийся на северо-востоке страны, между горными системами севера и Индо-Гангской равниной на юге состоит из четырёх отдельных регионов: Трансиндских равнин, плата Потвар, Соляного хребта и региона Сиалкот.
Трансиндские равнины лежат к западу от реки Инд, представляя собой опоясанные холмами плата долин Пешавар, а также Кохат и Банну, которые являются оазисами в засушливом регионе провинции Хайбер-Пахтунхва. Наиболее плодородна долина Пешавар, представленная почти полностью аллювиальными отложениями. Тем не менее, количество осадков здесь ограничивается 250—380 мм в год и большинство обрабатываемых земель орошаются из каналов. Почвы Кохата и Банну менее плодородны, ирригационная система здесь также развита хуже, чем в долине Пешавар.
Плато Потвар занимает территорию около 13 тыс. км², лежит на высоте от 350 до 575 м и ограничивается реками Джелам (на востоке) и Инд (на западе). На севере его граница представлена хребтом Кала-Читта и холмами Маргала, высотой 900—1500 м. На юге плато постепенно переходит в Соляной хребет, который служит границей между предгорьями и долиной Инда. Это крайне засушливая территория, высшей точкой которой является гора Сакесар (1522 м). Хребет представляет интерес с геологической точки зрения, так как является одной из наиболее полных и непрерывных последовательностей напластований в мире.
Район Сиалкота в отличие от плата Потвар является богатым сельскохозяйственным регионом. Почвы здесь плодородны, годовой уровень осадков достигает 650—900 мм, а уровень грунтовых вод высокий.

### Индо-Гангская равнина
Индо-Гангская равнина занимает весь восток Пакистана. Это обширные плодородные земли, простирающиеся от предгорий Гималаев на севере до Аравийского моря на юге. Территория равнины медленно понижается к югу со средним градиентом уклона всего 1 м на 5 км. В зависимости от физико-географических условий выделяют верхнюю и нижнюю долины Инда. Верхняя долина орошается Индом и его многочисленными притоками, образуя множество междуречий. В нижней долине Инд, напротив, образует одну большую реку без значительных притоков. Долина сужается в месте, где к Инду близко подходят Сулеймановы горы, здесь же река принимает последний значительный приток — Пенджаб, которая в свою очередь образуется из 5 основных рек. Для этих земель довольно обычны наводнения.
На юге, на территории провинции Синд, равнина становится почти совершенно плоской, со средним уклоном 1 м на 10 км. К югу от города Татта Инд образует дельту. К юго-востоку от этого места простираются обширные солевые болота. Как верхняя, так и нижняя части равнины сильно страдают от заболачивания и засоления. Когда высокие приливы совпадают с наводнениями в Дельте Инда, происходит затопление обширной территории на 30 км от моря.

## Пустыни
Юго-восток долины Инда представляет собой пустыню Тар, которая простирается дальше, на территорию индийского штата Раджастхан. Пустыня известна как Чолистан или Рохи в районе Бахавалпура, а также как Пат или Тар в Синде. Между реками Инд и Джелам находится пустыня Тхал, протянувшаяся более чем на 300 км с севера на юг, и от 32 до 112 км с запада на восток. На севере центральной части провинции Белуджистан находится пустыня Харан.

## Геология и полезные ископаемые

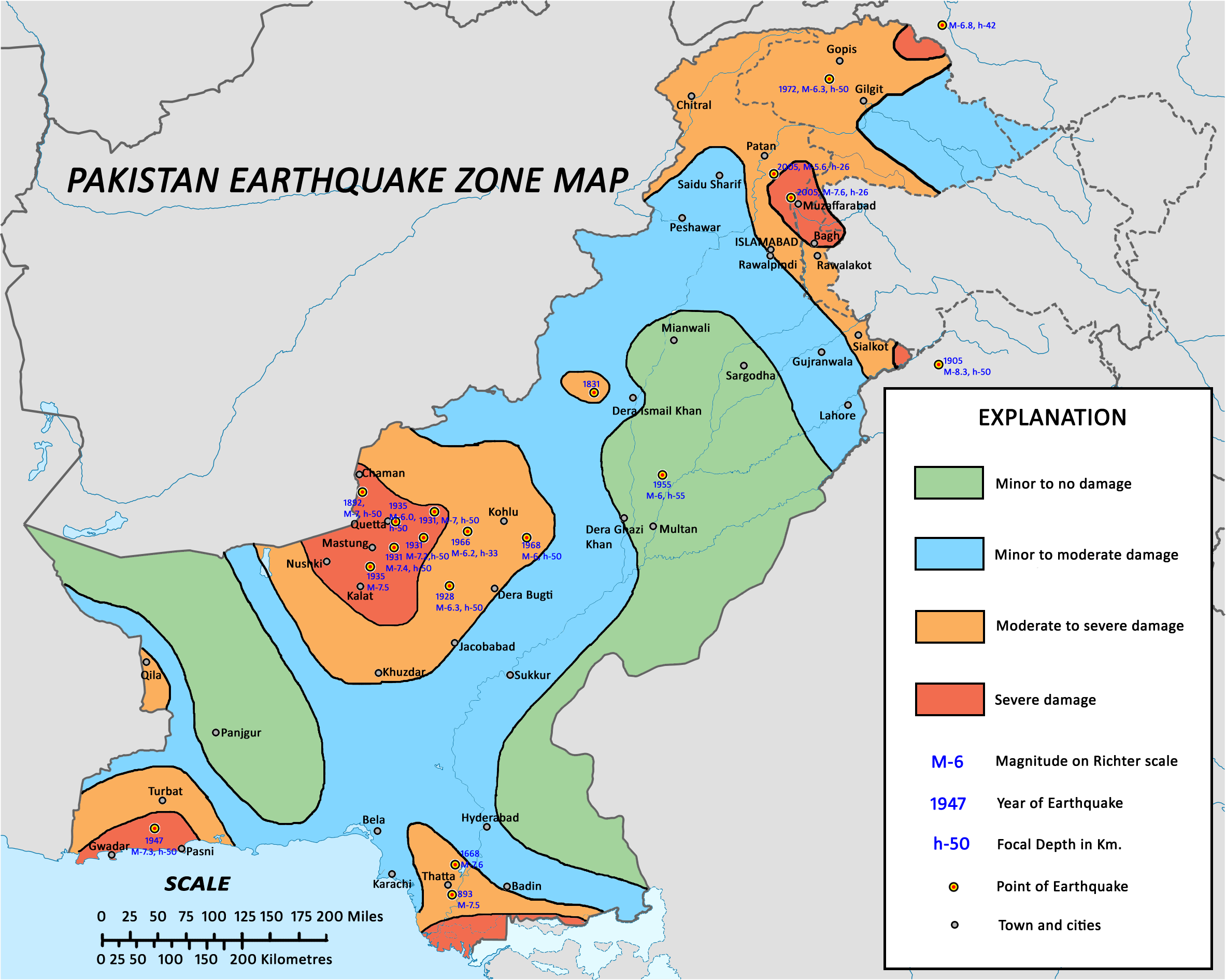
Сейсмические районы Пакистана

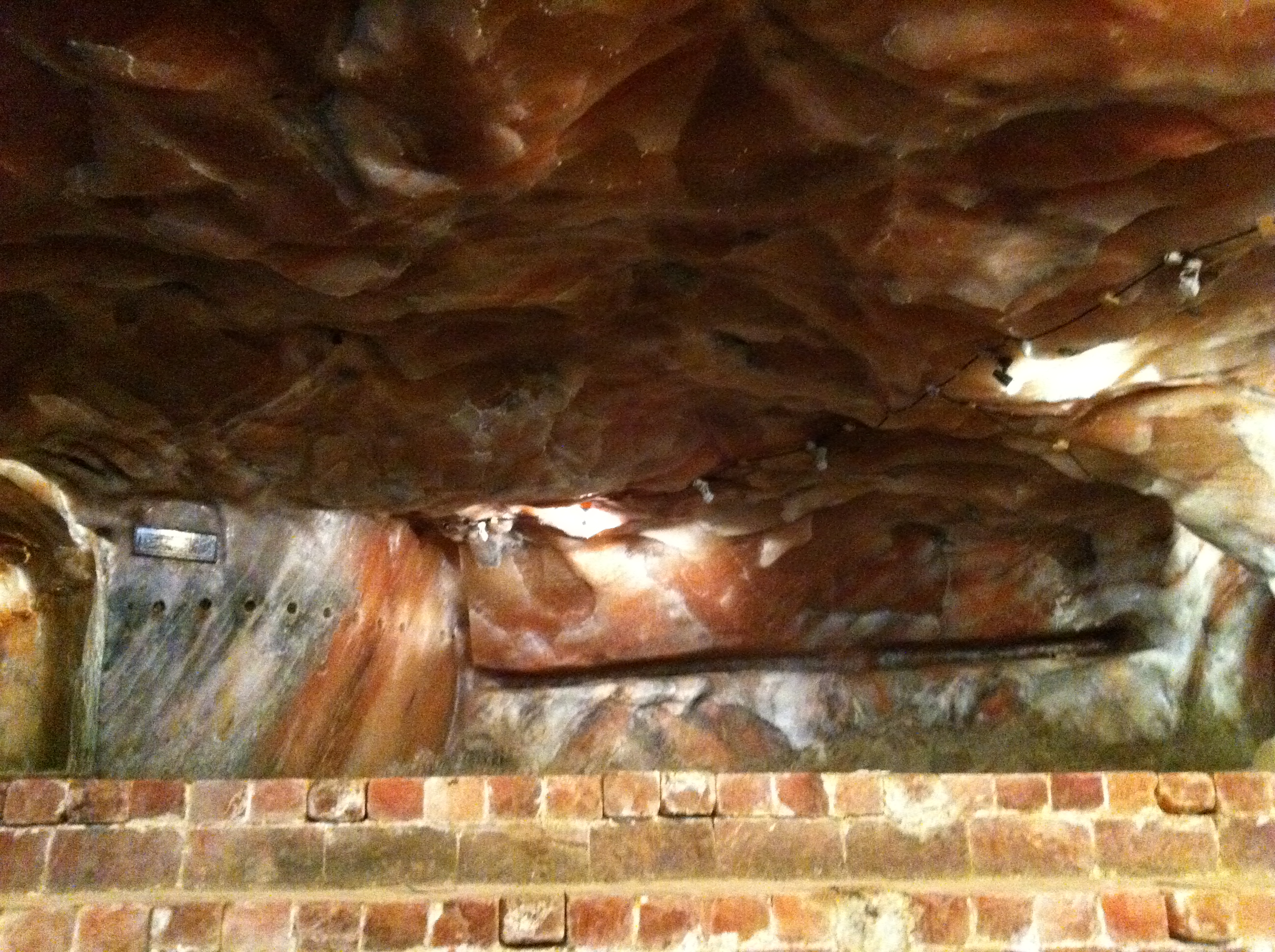
Соляные шахты Кхевра, округ Джелам, Пенджаб

Пакистан занимает северо-западную окраину Индостанской платформы (низменный восток страны) и часть Средиземноморского складчатого пояса (горы на севере и западе страны). Таким образом, провинции Пенджаб и Синд находится в границах Индостанской плиты, тогда как Белуджистан и большая часть Хайбер-Пахтунхва — на Евразийской плите. Ввиду нахождения на стыке двух плит, большая часть территории Пакистана подвержена сильным землетрясениям.
Восток страны покрыт антропогеновыми отложениями, породы осадочного чехла обнажаются только в Соляном хребте. Юго-запад страны (Белуджистан) представляет собой часть Альпийской геосинклинальной области. Складчатые области севера Пакистана сложены гнейсами, кристаллическими сланцами и гранитами докембрия. Вдоль их северо-западной окраины протягивается зона флишоидных и вулканогенных отложений палеозоя и мезозоя с интрузиями гранитов. Важнейшие месторождения полезных ископаемых связаны с осадочными комплексами окраин платформы и складчатой области.
Пакистан богат полезными ископаемыми. Наиболее значительные из них включают уголь, нефть, газ, медь, золото, хромиты, каменная соль, бокситы, железо, марганец, цинк, сурьма и др. Имеются также месторождения различных драгоценных и полудрагоценных камней, среди них: перидоты, топазы, рубины, изумруды, турмалины, разные разновидности кварца.
Месторождения нефти известны главным образом на северо-востоке страны. Большая часть нефти добывается из нефтеносных песчаников, с глубины около 1000—1100 м. Скважины обычно характеризуются малым дебитом и эксплуатируются короткий срок. Страна сильно зависит от поставок газа из соседних государств (главным образом Ирана), а в последние 2 года сталкивается с острым кризисом дефицитом энергоресурсов (на январь 2012 года).
Месторождения угля довольно многочисленны (в районе Кветты, в пустыне Тар и др. районы), однако их запасы невелики. В то же время страна очень богата запасами каменной соли (Соляной хребет).

## Почвы
В равнинных районах Пакистана преобладают серозёмы и серо-коричневые почвы; в предгорьях — коричневые почвы и бурозёмы. В горах сменяют друг друга с высотой коричневые, горные бурые лесные, горно-луговые и горные лугово-степные почвы. На юго-востоке станы, в пустыне Тар — главным образом песчаные почвы, которые в межгорных впадинах Белуджистана чередуются с солончаками. В горах и предгорьях на северо-западе широко развит смыв почв горными потоками.
Аллювиальные почвы бассейна Инда довольно плодородны, они богаты кальцием, калием и фосфором, однако характеризуются низким содержанием органического вещества. В условиях орошения и удобрения эти почвы отличаются высокой производительностью, вместе с тем, во многих районах они подвергаются засолению. Сильно засолены и малоплодородны также почвы дельты Инда. Для некоторых предгорных районов характерно несколько более высокое содержание органического вещества и более низкое содержание карбонатов.

## Внутренние воды
Большая часть страны представлена бассейном реки Инд. Некоторые западные районы имеются либо сток в Аравийское море, либо относятся к областям с внутренним стоком (внутренние районы Белуджистана). За исключением горных районов на севере Пакистана, речная сеть довольно редкая. В пустыне Тар и на западе Белуджистана реки почти полностью отсутствуют. Годовой сток бассейна Инда составляет 208 км², из которых около половины даёт собственно Инд. Значительная часть стока расходуется на орошение, во многих районах многочисленны оросительные каналы.

## Климат

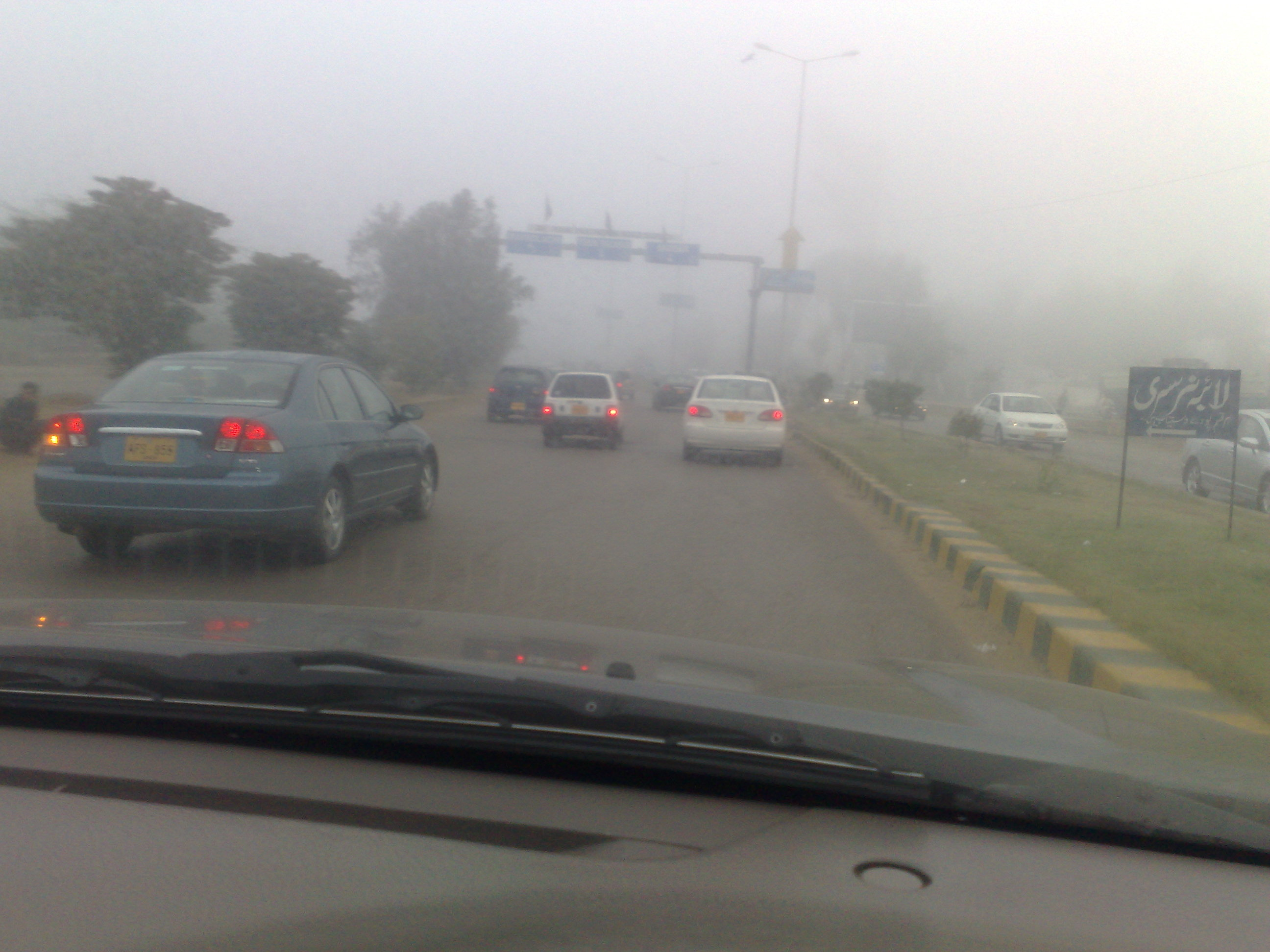
Туманное утро в Карачи

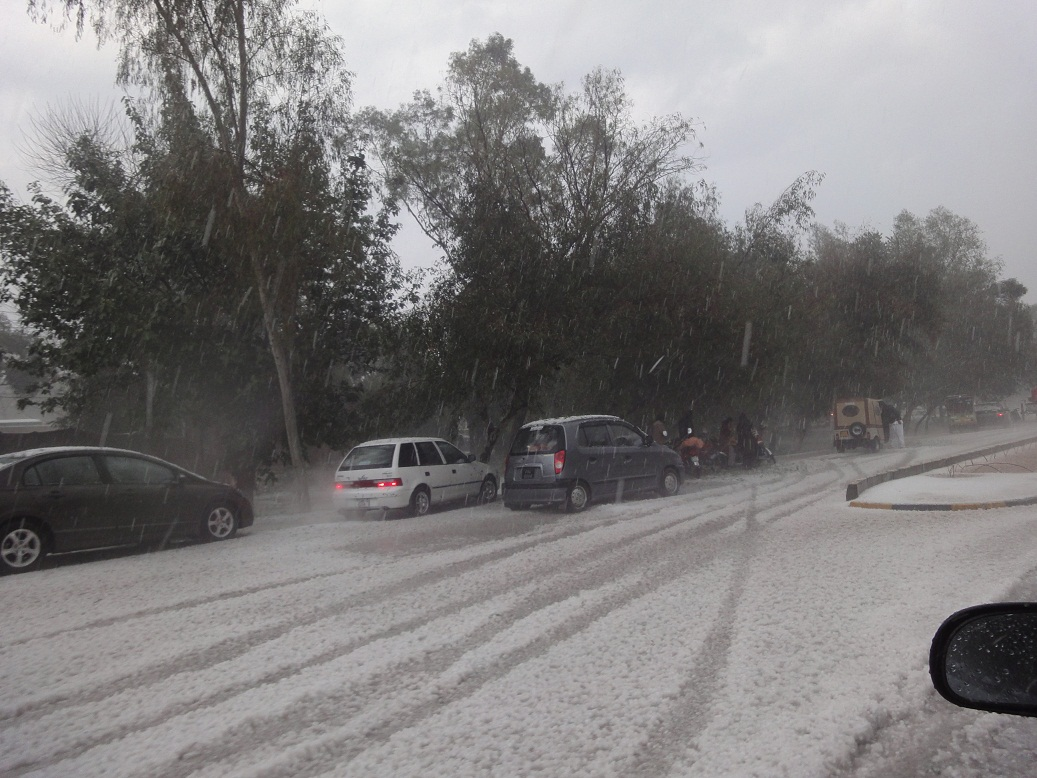
Ливень в Лахоре

Пакистан находится в тропической, субтропической и умеренной климатических зонах. Климат страны сильно меняется от региона к региону и в целом характеризуется жарким летом и прохладной или холодной зимой. С июня по сентябрь большая часть страны находится в зоне действия юго-западного муссона. Уровень осадков сильно варьируется в зависимости от региона и составляет на севере страны от 330 мм в Пешаваре до 950 мм — в Равалпинди. На равнинах уровень осадков в целом уменьшается с северо-востока на юго-запад, составляя 500 мм в Лахоре и всего 90 мм — в Суккуре. На крайнем юге, под действием океана количество осадков вновь увеличивается, составляя 155 мм в Хайдарабаде и 200 мм в Карачи. Большая часть Белуджистана, особенно его запад и юг отличаются крайне засушливым климатом.
Пакистан находится к северу от тропика Рака. Континентальный тип климата на большей части страны служит причиной значительных температурных колебаний, как сезонных, так и дневных. Для равнинных районов страны характерно жаркое лето, со средними температурами июня около 38°С; при этом не редко температуры могут достигать и 47°. Вечера обычно прохладные, суточные изменения температуры могут составлять от 11 до 17°С. Зимы — довольно холодные, со средней минимальной температурой января около 4°С в Пенджабе и с минусовой температурой на крайнем севере и в Белуджистане.
Самая высокая когда либо зафиксированная температура в Пакистане была отмечена 26 мая 2006 года в Мохенджо-Даро (провинция Синд) и составила 53,5 °C. По всей видимости, это была также и самая высокая температура, когда либо зафиксированная в континентальной Азии. Самое большое количество осадков, выпавшее за 24 часа было отмечено в Исламабаде 23 июля 2001 года и составило 620 мм.

### Исламабад
Для Исламабада характерен влажный субтропический климат с жарким летом, сопровождаемым муссонами, и довольно холодной зимой. Самые жаркие месяцы — май и июнь, со средними максимумами, превышающими 38°С. Сезон дождей продолжается с июня по сентябрь. Зима длится с ноября по март, со средним минимумом января всего 3,9°С. Самая высокая зафиксированная температура составила 48°С и была отмечена в июне; самая низкая температура: всего −4 °C была отмечена в январе.

### Карачи
Карачи имеет аридный климат, который в значительной степени смягчается под действием океана. Характеризуется мягкой зимой и тёплым летом. Сезон дождей продолжается с июля по сентябрь. Средние летние температуры (с конца апреля по конец августа) обычно варьируются от 30 до 36°С. Самая высокая температура была отмечена 18 июня 1979 года и составила 47°; самая низкая температура была зафиксирована 21 января 1934 года и составила 0,0°С.

### Лахор
Климат Лахора характеризуется как семиаридный, с жарким летом и сухой и тёплой зимой. С мая по июнь температуры меняются от 40 до 48°С. Муссоны продолжаются с конца июня по август. Самая высокая температура в городе была отмечена 30 мая 1944 года и составила 48,3°С; самая низкая температура зафиксирована 13 января 1967 года: −1,1 °C

## Стихийные бедствия

### Наводнения

Районы страны, пострадавшие при наводнениях 2010 года

Наводнения довольно обычны для Пакистана. Одними из наиболее разрушительных и масштабных по территории из недавних наводнений можно считать события 2010 года, когда под водой оказались почти 20 % территории страны, на которых проживает более 20 млн человек; жертвами наводнений стали, по меньшей мере, 1540 человек. Из более ранних событий можно отметить наводнения 1950 года, послужившие причиной гибели 2910 человек; наводнения во время сезона муссонов 1992 года (погибло 1834 человека) и наводнение 1993 года — стало причиной гибели 3084 человек.
Сильные наводнения обрушились также в августе 2011 года на провинцию Синд. Они стали причиной особенно сильных муссонных дождей, обрушившихся как на Синд, так и на соседние южный Пенджаб и восточный Белуджистан. Наводнения повлекли гибель более 270 человек, пострадали более 5,3 млн человек и более 1,2 млн домов.

### Засухи
Последнее время довольно частым явлением стали засухи. Засуха 1998—2002 годов считается наиболее сильной за последние 50 лет.

## Проблемы окружающей среды

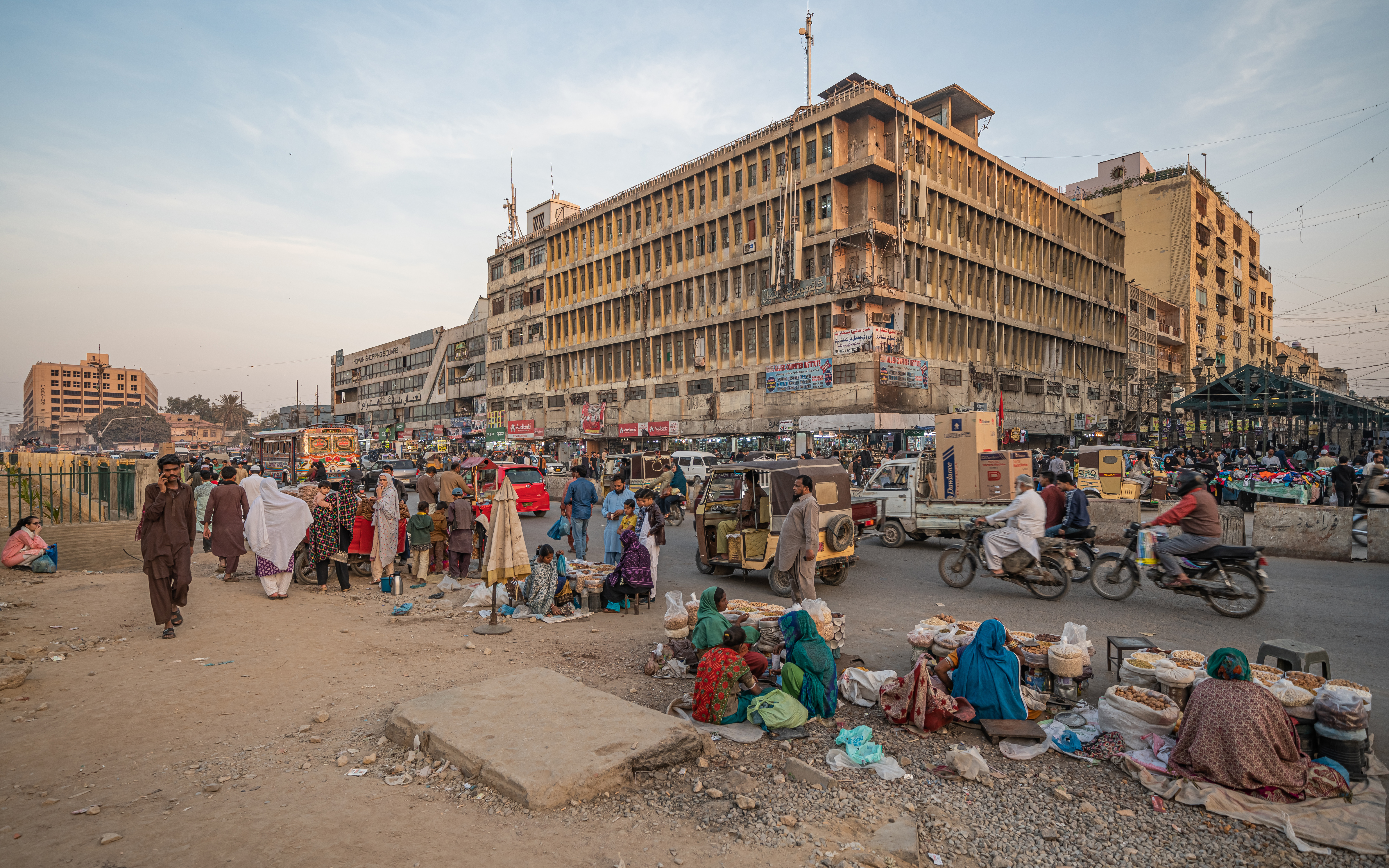
Транспорт — основной загрязнитель воздуха в пакистанских городах

Основные проблемы окружающей среды современного Пакистана включают: загрязнение вод промышленными, бытовыми и сельскохозяйственными стоками; обезлесение; опустынивание; эрозия почв и др.
Загрязнение вод происходит за счёт как твёрдых, так и жидких отходов. Лишь около половины всего городского населения страны имеют доступ к чистой питьевой воде. Загрязнённые воды обычно попадают в оросительные системы, после прохождения через которые повторно используются. Загрязнение бытовыми отходами вод служит важным фактором эпидемиологической обстановки в стране и причиной распространения ряда заболеваний. Имеет место также загрязнение верхних грунтовых вод.
Важной проблемой в крупных городах является также загрязнение воздуха. Почти 90 % всех выбросов приходится на транспортные средства, уровень выхлопных газов которых здесь никак не контролируются.